# Robert Andrich
Robert Andrich (Potsdam, 22 settembre 1994) è un calciatore tedesco, centrocampista del Bayer Leverkusen, di cui è capitano, e della nazionale tedesca.

## Caratteristiche tecniche
Giocatore molto duttile, nasce come mediano ma nel corso della sua carriera ricopre spesso il ruolo di mezzala e all'occorrenza può giocare anche da difensore centrale.

## Carriera

### Club
Cresciuto nel settore giovanile dell'Hertha Berlino, debutta con l'Hertha Berlino II il 2 settembre 2012 nella sfida di Regionalliga casalinga pareggiata per 1-1 contro il Germania Halberstadt. Il 15 maggio 2013 segna la sua prima rete nella vittoria per 3-2 contro il Magdeburgo. In due stagioni e mezzo colleziona 52 presenze totali ed 11 reti. Il 2 febbraio 2015 viene ufficializzato il suo passaggio a titolo definitivo alla Dinamo Dresda, militante in 3. Liga. Debutta con la nuova maglia cinque giorni dopo, nella sconfitta per 1-0 contro il Rot-Weiß Erfurt. Segna la sua prima rete il 19 marzo 2016 nel pareggio per 2-2 contro l'Hansa Rostock. A fine stagione vince il campionato, il suo primo trofeo in carriera.
Il 1º luglio 2016 viene ufficializzato il suo passaggio al Wehen Wiesbaden, sempre in 3. Liga. Debutta con la nuova squadra il 30 luglio seguente nella sconfitta per 2-1 contro il VfR Aalen. Segna la sua prima rete il 9 agosto successivo nella vittoria per 3-0 contro il Fortuna Colonia, fornendo anche un assist. Chiude la stagione con 31 presenze e 3 reti. Nella stagione successiva totalizza 30 presenze e 4 reti.
Il 1º luglio 2018 passa all'Heidenheim, militante in 2. Bundesliga. Debutta il 5 agosto subentrando nei minuti finali nel pareggio interno contro l'Arminia Bielefeld. Segna la sua prima rete nella gara di ritorno con l'Arminia Bielefeld, vinta per 2-1. Conclude l'annata con 27 presenze e 4 reti.
Il 1º luglio 2019 viene ufficializzato il suo passaggio all'Union Berlino, militante in Bundesliga. Debutta con la nuova maglia l'11 agosto seguente nella vittoria per 6-0 nel primo turno di DFB-Pokal contro il Germania Halberstadt. Esordisce nella massima divisione tedesca sette giorni dopo nella sconfitta per 4-0 contro il RB Lipsia. Segna la sua prima rete il 7 giugno 2020 nel pareggio interno per 1-1 contro lo Schalke 04. In due stagioni totalizza con il club della capitale 66 presenze mettendo a segno 9 reti.
Il 16 agosto 2021 passa al Bayer Leverkusen. Debutta con la nuova maglia cinque giorni dopo nella vittoria casalinga per 4-0 contro il Borussia Mönchengladbach. Segna la sua prima rete il 19 settembre successivo nella vittoria per 3-1 contro lo Stoccarda, dove rimedia anche un cartellino rosso che lo tiene fuori per tre giornate. Il 21 ottobre 2021 debutta nelle competizioni europee in Europa League nel pareggio esterno contro il Real Betis, dove mette a segno anche la sua prima rete. Il 7 settembre 2022, fa il suo esordio in Champions League nella sconfitta per 1-0 contro il Club Brugge. Il 13 settembre seguente, segna il suo primo gol in Champions League, nella vittoria per 2-0 contro l'Atletico Madrid.
Il 27 aprile 2024, segna il gol del 2-2 in pieno recupero contro lo Stoccarda per allungare la striscia d'imbattibilità del Leverkusen. Qualche giorno dopo, il 2 maggio, segna un gol da fuori area che sancisce la vittoria per 2-0 contro la Roma nella semifinale di andata di Europa League.
Il 14 agosto 2025 viene nominato come nuovo capitano delle Aspirine.

### Nazionale
Tra il 2011 ed il 2012 totalizza 9 presenze con la Nazionale Under-18, tutte in amichevole. Nel 2012 e 2013 disputa anche 8 partite con la Nazionale Under-19. Nello stesso anno viene convocato anche dalla Nazionale Under-20 con la quale disputa due partite.
Nell'ottobre del 2023 viene convocato per la prima volta in Nazionale maggiore per le sfide amichevoli contro Stati Uniti e Messico, dove però non scende in campo. Il 21 novembre 2023 esordisce in nazionale in occasione della sconfitta per 2-0 contro l'Austria. Convocato per Euro 2024, scende in campo nelle cinque partite giocate dalla nazionale tedesca.

## Statistiche

### Presenze e reti nei club
Statistiche aggiornate al 14 dicembre 2024.
| Stagione                 | Squadra                  | Campionato               | Campionato | Campionato | Coppe nazionali | Coppe nazionali | Coppe nazionali | Coppe continentali | Coppe continentali | Coppe continentali | Altre coppe | Altre coppe | Altre coppe | Totale | Totale |
| Stagione                 | Squadra                  | Comp                     | Pres       | Reti       | Comp            | Pres            | Reti            | Comp               | Pres               | Reti               | Comp        | Pres        | Reti        | Pres   | Reti   |
| ------------------------ | ------------------------ | ------------------------ | ---------- | ---------- | --------------- | --------------- | --------------- | ------------------ | ------------------ | ------------------ | ----------- | ----------- | ----------- | ------ | ------ |
| 2012-2013                | Hertha Berlino II        | RL                       | 7          | 1          | -               | -               | -               | -                  | -                  | -                  | -           | -           | -           | 7      | 1      |
| 2013-2014                | Hertha Berlino II        | RL                       | 3          | 2          | -               | -               | -               | -                  | -                  | -                  | -           | -           | -           | 3      | 2      |
| 2014-feb. 2015           | Hertha Berlino II        | RL                       | 6          | 8          | -               | -               | -               | -                  | -                  | -                  | -           | -           | -           | 6      | 8      |
| Totale Hertha Berlino II | Totale Hertha Berlino II | Totale Hertha Berlino II | 16         | 11         |                 | -               | -               |                    | -                  | -                  |             | -           | -           | 16     | 11     |
| feb.-giu. 2015           | Dinamo Dresda            | 3L                       | 13         | 0          | CG              | 1               | 0               | -                  | -                  | -                  | -           | -           | -           | 14     | 0      |
| 2015-2016                | Dinamo Dresda            | 3L                       | 8          | 1          | CG              | -               | -               | -                  | -                  | -                  | -           | -           | -           | 8      | 1      |
| Totale Dinamo Dresda     | Totale Dinamo Dresda     | Totale Dinamo Dresda     | 21         | 1          |                 | 1               | 0               |                    | -                  | -                  |             | -           | -           | 22     | 1      |
| 2016-2017                | Wehen Wiesbaden          | 3L                       | 31         | 3          | CG              | -               | -               | -                  | -                  | -                  | -           | -           | -           | 31     | 3      |
| 2017-2018                | Wehen Wiesbaden          | 3L                       | 28         | 4          | CG              | 2               | 0               | -                  | -                  | -                  | -           | -           | -           | 30     | 4      |
| Totale Wehen Wiesbaden   | Totale Wehen Wiesbaden   | Totale Wehen Wiesbaden   | 59         | 7          |                 | 2               | 0               |                    | -                  | -                  |             | -           | -           | 61     | 7      |
| 2018-2019                | Heidenheim               | 2L                       | 25         | 4          | CG              | 2               | 0               | -                  | -                  | -                  | -           | -           | -           | 27     | 4      |
| 2019-2020                | Union Berlino            | BL                       | 30         | 1          | CG              | 4               | 3               | -                  | -                  | -                  | -           | -           | -           | 34     | 4      |
| 2020-2021                | Union Berlino            | BL                       | 29         | 5          | CG              | 2               | 0               | -                  | -                  | -                  | -           | -           | -           | 31     | 5      |
| ago. 2021                | Union Berlino            | BL                       | 0          | 0          | CG              | 1               | 0               | -                  | -                  | -                  | -           | -           | -           | 1      | 0      |
| Totale Union Berlino     | Totale Union Berlino     | Totale Union Berlino     | 59         | 6          |                 | 7               | 0               |                    | -                  | -                  |             | -           | -           | 66     | 9      |
| ago. 2021-2022           | Bayer Leverkusen         | BL                       | 26         | 4          | CG              | 1               | 0               | UEL                | 5                  | 3                  | -           | -           | -           | 32     | 7      |
| 2022-2023                | Bayer Leverkusen         | BL                       | 29         | 2          | CG              | 1               | 0               | UCL+UEL            | 5+5                | 1+0                | -           | -           | -           | 40     | 3      |
| 2023-2024                | Bayer Leverkusen         | BL                       | 28         | 4          | CG              | 6               | 1               | UEL                | 11                 | 1                  | -           | -           | -           | 45     | 6      |
| 2024-2025                | Bayer Leverkusen         | BL                       | 12         | 2          | CG              | 3               | 0               | UCL                | 5                  | 0                  | SG          | 1           | 0           | 21     | 2      |
| Totale Bayer Leverkusen  | Totale Bayer Leverkusen  | Totale Bayer Leverkusen  | 95         | 12         |                 | 11              | 1               |                    | 31                 | 5                  |             | 1           | 0           | 138    | 18     |
| Totale carriera          | Totale carriera          | Totale carriera          | 275        | 41         |                 | 23              | 4               |                    | 31                 | 5                  |             | 1           | 0           | 330    | 50     |

### Cronologia presenze e reti in nazionale
| Cronologia completa delle presenze e delle reti in nazionale ― Germania | Cronologia completa delle presenze e delle reti in nazionale ― Germania | Cronologia completa delle presenze e delle reti in nazionale ― Germania | Cronologia completa delle presenze e delle reti in nazionale ― Germania | Cronologia completa delle presenze e delle reti in nazionale ― Germania | Cronologia completa delle presenze e delle reti in nazionale ― Germania | Cronologia completa delle presenze e delle reti in nazionale ― Germania | Cronologia completa delle presenze e delle reti in nazionale ― Germania |
| Data                                                                    | Città                                                                   | In casa                                                                 | Risultato                                                               | Ospiti                                                                  | Competizione                                                            | Reti                                                                    | Note                                                                    |
| ----------------------------------------------------------------------- | ----------------------------------------------------------------------- | ----------------------------------------------------------------------- | ----------------------------------------------------------------------- | ----------------------------------------------------------------------- | ----------------------------------------------------------------------- | ----------------------------------------------------------------------- | ----------------------------------------------------------------------- |
| 21-11-2023                                                              | Vienna                                                                  | Austria                                                                 | 2 – 0                                                                   | Germania                                                                | Amichevole                                                              | -                                                                       | 60’                                                                     |
| 23-3-2024                                                               | Lione                                                                   | Francia                                                                 | 0 – 2                                                                   | Germania                                                                | Amichevole                                                              | -                                                                       | 68’                                                                     |
| 26-3-2024                                                               | Francoforte sul Meno                                                    | Germania                                                                | 2 – 1                                                                   | Paesi Bassi                                                             | Amichevole                                                              | -                                                                       | 53’ 59’                                                                 |
| 3-6-2024                                                                | Norimberga                                                              | Germania                                                                | 0 – 0                                                                   | Ucraina                                                                 | Amichevole                                                              | -                                                                       | 71’                                                                     |
| 7-6-2024                                                                | Mönchengladbach                                                         | Germania                                                                | 2 – 1                                                                   | Grecia                                                                  | Amichevole                                                              | -                                                                       | 68’                                                                     |
| 14-6-2024                                                               | Monaco di Baviera                                                       | Germania                                                                | 5 – 1                                                                   | Scozia                                                                  | Euro 2024 - 1º turno                                                    | -                                                                       | 31’ 46’                                                                 |
| 19-6-2024                                                               | Stoccarda                                                               | Germania                                                                | 2 – 0                                                                   | Ungheria                                                                | Euro 2024 - 1º turno                                                    | -                                                                       | 72’                                                                     |
| 23-6-2024                                                               | Francoforte sul Meno                                                    | Svizzera                                                                | 1 – 1                                                                   | Germania                                                                | Euro 2024 - 1º turno                                                    | -                                                                       | 65’                                                                     |
| 29-6-2024                                                               | Dortmund                                                                | Germania                                                                | 2 – 0                                                                   | Danimarca                                                               | Euro 2024 - Ottavi di finale                                            | -                                                                       | 64’                                                                     |
| 5-7-2024                                                                | Stoccarda                                                               | Spagna                                                                  | 2 – 1 dts                                                               | Germania                                                                | Euro 2024 - Quarti di finale                                            | -                                                                       | 46’ 56’                                                                 |
| 7-9-2024                                                                | Düsseldorf                                                              | Germania                                                                | 5 – 0                                                                   | Ungheria                                                                | UEFA Nations League 2024-2025 - 1º turno                                | -                                                                       | 82’                                                                     |
| 10-9-2024                                                               | Amsterdam                                                               | Paesi Bassi                                                             | 2 – 2                                                                   | Germania                                                                | UEFA Nations League 2024-2025 - 1º turno                                | -                                                                       | 64’                                                                     |
| 11-10-2024                                                              | Zenica                                                                  | Bosnia ed Erzegovina                                                    | 1 – 2                                                                   | Germania                                                                | UEFA Nations League 2024-2025 - 1º turno                                | -                                                                       | 66’                                                                     |
| 14-10-2024                                                              | Monaco di Baviera                                                       | Germania                                                                | 1 – 0                                                                   | Paesi Bassi                                                             | UEFA Nations League 2024-2025 - 1º turno                                | -                                                                       | 46’                                                                     |
| 16-11-2024                                                              | Friburgo in Brisgovia                                                   | Germania                                                                | 7 – 0                                                                   | Bosnia ed Erzegovina                                                    | UEFA Nations League 2024-2025 - 1º turno                                | -                                                                       | 58’                                                                     |
| 19-11-2024                                                              | Budapest                                                                | Ungheria                                                                | 1 – 1                                                                   | Germania                                                                | UEFA Nations League 2024-2025 - 1º turno                                | -                                                                       | 90+4’                                                                   |
| 20-3-2025                                                               | Milano                                                                  | Italia                                                                  | 1 – 2                                                                   | Germania                                                                | UEFA Nations League 2024-2025 - Quarti di finale                        | -                                                                       | 90’                                                                     |
| 23-3-2025                                                               | Dortmund                                                                | Germania                                                                | 3 – 3                                                                   | Italia                                                                  | UEFA Nations League 2024-2025 - Quarti di finale                        | -                                                                       | 77’                                                                     |
| Totale                                                                  |                                                                         | Presenze                                                                | 18                                                                      |                                                                         | Reti                                                                    | 0                                                                       |                                                                         |

## Palmarès
- 3. Liga: 1

Dinamo Dresda: 2015-2016
- Campionato tedesco: 1

Bayer Leverkusen: 2023-2024
- Coppa di Germania: 1

Bayer Leverkusen: 2023-2024
- Supercoppa di Germania: 1

Bayer Leverkusen: 2024